# Рубашкин (Ростовская область)
Руба́шкин — хутор в Мартыновском районе Ростовской области.
Входит в состав Рубашкинского сельского поселения.

## Население
| 2010 |
| ---- |
| 45   |

## Улицы
- ул. Береговая,
- ул. Степная,
- ул. Центральная.

## Известные уроженцы
- Кирнова, Евдокия Гавриловна (1923—2004) — советская колхозница, Герой Социалистического Труда.